# Ясніший (титул)

Erlauchtkrone - Корона Його Ясності

Ясніший (від нім. Erlaucht) — середньовічний титул та форма звертання європейської шляхти.  
Походить від німецького "Erlaucht", що в свою чергу походить від титулу найвищої аристократії в Римській імперії та Східній Римський імперії Vir illustris.
В англійській мові цей титул звучить як His/Her Illustrious Highness (абрв: H.Ill.H.); у чеській — Vašа Osvícenoste; у французькій — illustrissime.
Також звертання «Ясніший» або «Ваша Ясносте» було формою звертання до шляхти, князів та осіб королівського роду на українських землях за часів Великого князівства Литовського, Руського і Жемантійського та у Речі Посполитій.

## Історія
Звертання до вельможних осіб, шляхти та князів «Ясніший» виникло у часи Середньовіччя в Священній Римській імперії. Німецький титул erlaucht бере свої почати з титулу illustris часів Римської імперії.
Пізніше титул "Vir illustris" переходить до Східної римської імперії та Священної Римської імперії у трохи видозміненому вигляді. При імператорі Костянтині Великому "illustri" титулувалися вищі сановники імператорського двору.
Титулом illustri при дворі імператора Карла Великого називали князів, графів (маркграфів) та єпископів.
Титул «Ясний пане» або «Ваша Ясносте» (венец.: Serenità) використовувався як звернення та частина офіційного титулу у Венеційських дожів.
Починаючи з Середньовіччя, суверенні князі, особливо монархи, в листах й документах починають називатись «Ясновельможний». Форми звертання до короля, князів та шляхти були різними не лише в залежності від країни, але й від бажання самого адресата. Офіційно затверджених норм в той час не існувало.
У чеському середовищі 15-18 ст. (Королівство Богемія)  "Osvícenost" було звертанням до шляхти, тоді як до князів звертались "Jasnost", що відповідало німецькому Durchlaucht. В 19 столітті ця термінологія в Чехії та інших слов'янських частинах Австро-Угорської імперії була об'єднана з німецькою.
На українських землях часів Речі Посполитої до шляхти звертались: «Ваша Ясносте», «Ясний пане», «Найясніший графе», «Найясніший і найвеличніший», тощо.  
До князів та гетьманів звертались «Ясновельможний».
У німецькомовних князівствах „Erlaucht“ відносилось до вищої (правлячої) аристократії, тоді як до нижчої шляхти звертались «високоповажний» або «шляхетний» — „Hochgeboren“.
У Німецькій конфедерації «правлячі графи» та голови інших медіатизованих родів, відповідно до федерального наказу 1829 р. отримали титул «Erlaucht». Однак неофіційно так само зверталися й до всіх членів їх родин.
В Російські імперії титулом «ясний» («сіятельство») називали представників князівських родів, що не мали права на титул «ясновельможний» («світлість»), а також представників графських родів.
Звернення «Ваша Ясносте» застосовувалось також до молодших членів деяких княжих родів: Коллоредо-Мансфельд, Фуггер, Кевенгуллер, Залм, Шонбург, Штольберг, Вальдбург, Вальдек-Пірмонт та інші.
1919 року після ліквідації привілеїв та колишніх шляхетських титулів у Німецькій та Австро-Угорській імперії «Ваша Ясносте» або «Ясніший» рідко використовуються усно, але вони залишились у формі письмових звертань у листах чи запрошеннях, а також залишаються поширеними у соціальному спілкуванні шляхетних родин як форма ґречності.
В європейських країнах, що залишаються монархіями (Бельгія, Нідерланди, Швеція, Велика Британія та інші) ці форми звертання застосовуються до осіб з шляхетних родин.